# رضوان مارین
رضوان گابریل مارین (انگلیسی: Răzvan Gabriel Marin؛ زادهٔ ۲۳ مهٔ ۱۹۹۶) بازیکن فوتبال اهل رومانی است که در پست هافبک برای باشگاه کالیاری در سری آ و تیم ملی رومانی بازی می‌کند.
از باشگاه‌هایی که در آن بازی کرده‌است می‌توان به باشگاه فوتبال آژاکس آمستردام، باشگاه فوتبال استاندارد لیژ و باشگاه فوتبال کالیاری اشاره کرد.
وی همچنین در تیم‌های ملی فوتبال زیر ۱۷ سال رومانی، زیر ۲۱ سال رومانی و رومانی بازی کرده‌است.

## افتخارات

### باشگاهی
ویتورول کنستانتسا
- لیگ دسته اول رومانی (۱): ۱۷–۲۰۱۶

استاندارد لیژ
- جام حذفی بلژیک (۱): ۱۸–۲۰۱۷
- نایب‌قهرمانی سوپر جام بلژیک (۱): ۲۰۱۸

آژاکس
- جام یوهان کرایف (۱): ۲۰۱۹

## زندگی شخصی
پدر رضوان، پتر مارین نیز بازیکن فوتبال بازنشیته است که سابقه بازی برای تیم ملی فوتبال رومانی را نیز در کارنامه دارد.